# Die schönsten deutschen Bücher
Die Stiftung Buchkunst führt seit 2012 den jährlich ausgeschriebenen Wettbewerb Die schönsten deutschen Bücher durch. Er zählt zu den renommierten Preisen für Buchgestalter, Typografen und Grafikdesigner in Deutschland. Es werden 25 „schönste deutsche Bücher“ ausgezeichnet und diese sind gleichzeitig die Nominierungen für den mit 10'000 Euro dotierten Preis der Stiftung Buchkunst, der seit 1984 für „das schönste deutsche Buch“ vergeben wird. Die prämierten Bücher werden in einer Wanderausstellung gezeigt und in einem jährlich erscheinenden, anspruchsvoll gestalteten Katalog dokumentiert. Träger sind der Börsenverein des Deutschen Buchhandels e. V., die Deutsche Nationalbibliothek und die Städte Frankfurt am Main und Leipzig. Förderer sind das Land Hessen, der bzw. die Beauftragte der Bundesregierung für Kultur und Medien sowie der Freundeskreis der Stiftung Buchkunst e. V. Der Wettbewerb „Die Schönsten Deutschen Bücher“  geht auf 1929 zurück und befindet sich seit der Gründung der Stiftung 1966 in ihrer Hand.

## Preisträger (Auswahl)

### 2023
- Annette Spiro, Elizaveta Radi, Florian Schrott (Hg.): Innenputz. Park Books, Zürich 2022
- François Charbonnet, Patrick Heiz (Hg.): Portraits. Architectural Parables. Park Books, Zürich 2022

### 2021
- David Chipperfield Architects (Hg.): Inagawa Cemetery Chapel and Vistor Centre. Lixil Publishing, Tokyo und Verlag der Buchhandlung Walther König, Köln 2021, Gestaltung: John Morgan studio
- Marc Angélil, Charlotte Malterre-Barthes (Hg.): Migrant Marseille: Architectures of Social Segregation and Urban Inclusivity. Ruby Press, Berlin 2020
- Detlef Dietrichen, Anselm Franke, Katrin Klingen, Daniel Neugebauer, Bernd Scherer: Das Neue Alphabet (Reihe), Gestaltung: Malin Gewinner, Hannes Drißner, Markus Dreßen, Spector Books, Leipzig

### 2020
- Axel Simon (Hg.): Adrian Streich Architekten. Bauten und Projekte 2001–2019. Park Books, Zürich 2019
- Team V Architecture (Hg.): Architecture and Argument. Team V Architecture. Hatje Cantz, Berlin 2019

### 2019
- Das ist das Bauhaus! 50 Fragen – 50 Antworten. E. A. Seemann Verlag, Leipzig 2019

### 2018
- Dominique Boudet (Hg.): Wohngenossenschaften in Zürich. Gartenstädte und neue Nachbarschaften. Park Books, Zürich 2017
- Shortlisted: Sebastian Multerer und Julian Wagner (Hrsg.): Otho Orlando Kurz. Park Books, Zürich 2017

### 2017
- bogevischs buero, Nicolette Baumeister (Hg.): bogevischs buero gewohnt. Koch, Schmidt und Wilhelm Verlag, Amberg 2016

### 2016
- Niklas Fanelsa, Marius Helten, Björn Martenson, Leonard Wertgen: Architecture Reading Aid Ahmedabad. Ruby Press, Berlin 2015
- Barbara Schlei, Uta Winterhager, Tobias Groß (Hg.): Architekturführer Köln. 103 Zeitgenössische und Moderne Bauten und Quartiere. Verlag der Buchhandlung Walther König, Köln 2015
- Matilda Olof-Ors (Hg.): Ors u. a. Olafur Eliasson. Reality Machines. Verlag der Buchhandlung Walther König, Köln 20
- Österreichischen Gesellschaft für Architektur (Hg.): UM_BAU 28. Das Geschäft mit der Stadt. Zum Verhältnis von Ökonomie, Architektur und Stadtplanung. Birkhäuser Verlag, Basel 2015
- Hartmut Frank, Karin Lelonek (Hg.): Peter Behrens. Zeitloses und Zeitbewegtes. Aufsätze, Vorträge, Gespräche 1900–1938. Dölling und Galitz Verlag, Hamburg 2015